# 中山友次郎
中山 友次郎（なかやま ともじろう、1881年（明治14年）8月6日 - 1946年（昭和21年）11月15日）は、日本の海軍軍人、教育者。最終階級は海軍大佐。

## 履歴
1881年（明治14年）8月6日、高知街通町の商家阿波屋・中山友治の長男に生まれる。海南学校（現在の高知県立高知小津高等学校）を経て、1901年（明治34年）12月、海軍兵学校（29期）を卒業し、少尉候補生になる。1903年（明治36年）1月に海軍少尉任官。
その後、兵学校教官、「富士」航海長などを歴任。第一次世界大戦では駆逐艦艦長として紀淡海峡の警備につく。また地中海では第二特務艦隊第22駆逐隊（第10駆逐隊から改称）司令として英国商船の護衛に当り、ドイツ潜水艦を捕獲し勇名をあげた。海軍大佐で退役。
退役後は三菱長崎造船所参事、同職人学校長、長崎県立佐世保工業学校長などを歴任。1946年（昭和21年）11月15日、下関彦島で死去。

## 栄典
位階
- 1903年（明治36年）4月10日 - 正八位[1]
- 1904年（明治37年）8月30日 - 従七位[2]
- 1906年（明治39年）11月30日 - 正七位[3]
- 1911年（明治44年）12月20日 - 従六位[4]
- 1917年（大正6年）1月31日 - 正六位[5]
- 1922年（大正11年）1月20日 - 従五位[6]

勲章等
- 1906年（明治39年）4月1日 - 功五級金鵄勲章・勲五等双光旭日章・明治三十七八年従軍記章[7]
- 1913年（大正2年）5月31日 - 勲四等瑞宝章[8]
- 1918年（大正7年）5月25日 - 勲三等瑞宝章[9]